# Teahun, Illinți
Teahun (în ucraineană Тягун) este localitatea de reședință a comunei Teahun din raionul Illinți, regiunea Vinnița, Ucraina.

## Demografie
Componența lingvistică a localității Teahun
     Ucraineană (97,51%)
     Rusă (1,78%)
     Alte limbi (0,53%)
Conform recensământului din 2001, majoritatea populației localității Teahun era vorbitoare de ucraineană (97,51%), existând în minoritate și vorbitori de rusă (1,78%).